# كيم يو-جيل
كيم يو-جيل (مواليد 17 أكتوبر 1949) هو ملاكم كوري شمالي، مثّل بلاده في الألعاب الأولمبية الصيفية 1972.

## روابط خارجية
كيم يو-جيل على موقع أوليمبيديا (الإنجليزية)